# Тюрингский симфонический оркестр
Тюрингский симфонический оркестр (нем. Thüringer Symphoniker Saalfeld-Rudolstadt) — немецкий симфонический оркестр. Ведёт свою историю от основанной в 1635 году придворной капеллы графства Шварцбург-Рудольштадт, но в нынешнем виде сформировался в 1992 году в результате слияния Рудольштадтской земельной капеллы с основанным в 1952 году Государственным оркестром Заальфельда, которым на протяжении 40 лет руководил Франц Хлум. Базируется в городе Рудольштадт.
В XIX веке прогрессивные веяния в оркестре были связаны с фигурой капельмейстера Макса Эбервайна, ещё в 1820-е годы пропагандировавшего музыку Людвига ван Бетховена. В 1829 г. с оркестром выступал Николо Паганини, в 1834 году — Рихард Вагнер, в 1844-м — Ференц Лист.
В 1920-е годы дирижёр Эрнст Воллонг инициировал регулярные исторические музыкальные фестивали в замке Хайдексбург. Возглавлявший оркестр в 1977—1997 гг. Конрад Бах осуществил с коллективом ряд записей, под руководством его преемника Оливера Ведера оркестр регулярно выступает в различных регионах Германии, участвует в фестивалях и оперных постановках в Эйзенахе, Нордхаузене, Веймаре, Майнце.

## Музыкальные руководители и дирижеры
- Филипп Генрих Эрлебах (1681—1714)
- Конрад Генрих Лира (1714—1738)
- Иоганн Граф (1738—1745)
- Кристоф Фёрстер (1745)
- Кристиан Эрнст Граф (1745—1747)
- Георг Гебель (1747—1753)
- Кристиан Шайнпфлуг (1754—1770)
- Иоганн Вильгельм Геринг (1771—1787)
- Иоганн Август Бодинус (1787—1792)
- Генрих Кристоф Кох (1792—1793)
- Иоганн Кристиан Эбервейн (1794—1817)
- Максимилиан Эбервейн (1817—1831)
- Фридрих Мюллер (1831—1854)
- Людвиг Эбервейн (1854—1855)
- Герман Хессельбарт (1855—1893)
- Рудольф Херфурт (1893—1911)
- Отто Хартунг (1911—1920)
- Эрнст Воллонг (1921—1924)
- Эрих Бёльке (1924—1926)
- Гельмут Келлерман (1926—1927)
- Йозеф Траунек (1928—1932)
- Ханс Сваровски (1933—1934)
- Макс Штумбёк (1934—1935)
- Карл Фольмер (1937—1941)
- Гельмут Дидрих (1945—1948)
- Вильгельм Бизольд (1948—1949)
- Макс Гирнот (1949—1951)
- Хайнц Кёппен (1951—1959)
- Карл Ферранд (1959—1961)
- Рольф Штадлер (1961—1970)
- Клаус-Дитер Деммлер (1970—1977)
- Конрад Бах (1977—1997)
- Оливер Ведер (с 1997 г.)